# Diada Nacional de Catalunya de 2014
A la Diada Nacional de Catalunya de 2014 es va commemorar el tricentenari de la caiguda de Barcelona i de l'abolició de les institucions catalanes. Tot arreu del país i a la diàspora catalana van organitzar-se manifestacions commemoratiues, revendicatiues i festiues, moltes caracteritzades per l'anhel de recobrar les llibertats perdudes. L'actuació més multitudinària va ésser la Via Catalana, anomenada V, que va omplir l'Avinguda Diagonal i la Gran Via d'uns 1,8 milions de manifestants segons les dades de la Guàrdia Urbana, sota el lema «Ara és l'hora».

## La Via Catalana 2014 (La V)
L'Assemblea Nacional Catalana (ANC) i Òmnium Cultural van organitzar una concentració entre l'avinguda Diagonal i la Gran Via de les Corts Catalanes de Barcelona, formant una «V», per a reivindicar la celebració d'un referèndum sobre la independència i la creació d'un estat independent. Al matí, l'ANC crida a concentrar-se davant dels ajuntaments de cada municipi de Catalunya. Posteriorment, l'organització independentista preveu actes arreu de Catalunya fins a la data anunciada de la consulta.

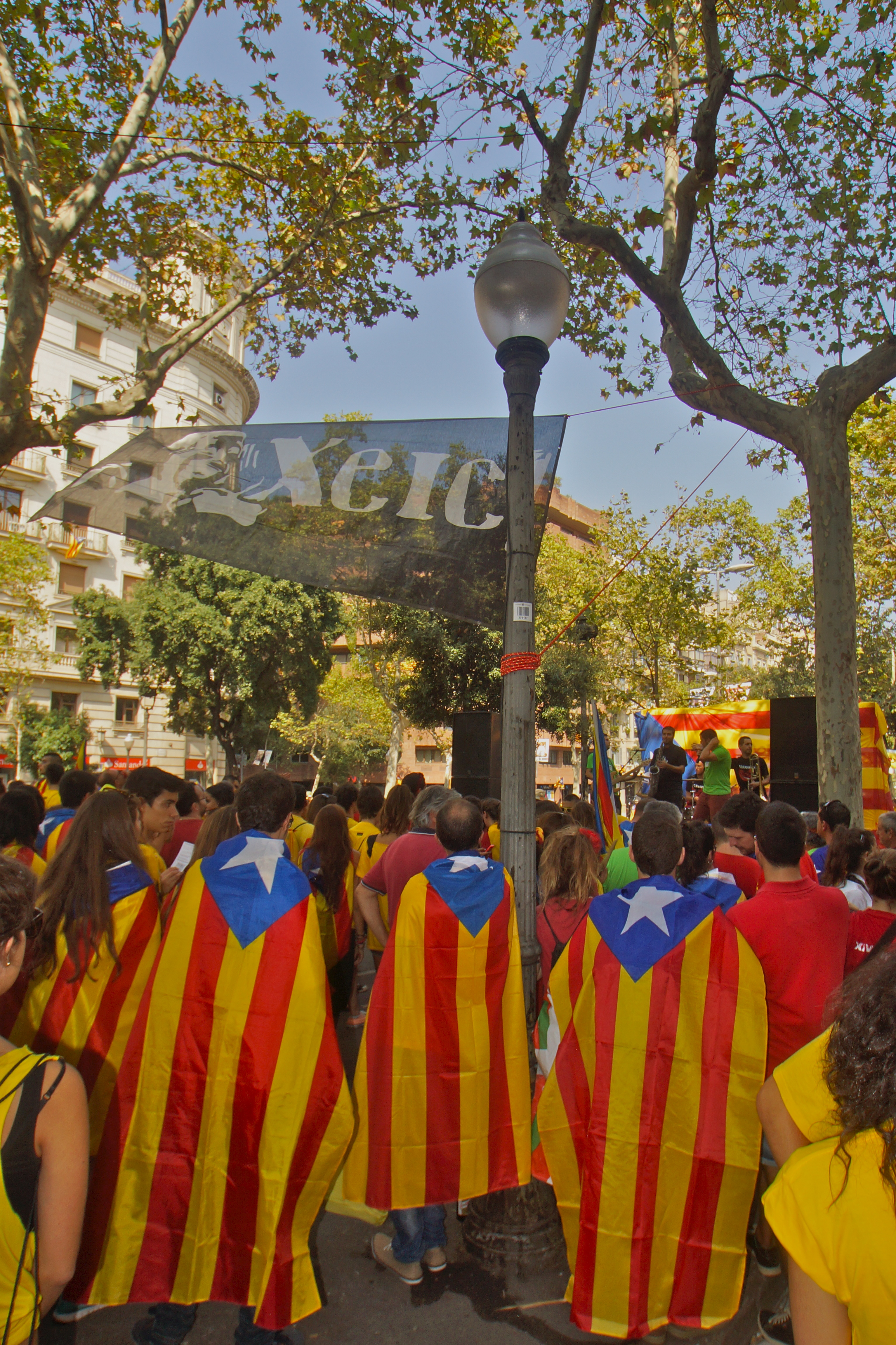
Manifestants vestits d'estelades al concert de Xeic!

Les manifestacions de la diada del 2014 es van aprovar a l'assemblea general de l'Assemblea Nacional Catalana del 5 d'abril de 2014 celebrada a la Tarraco Arena Plaça de Tarragona, on també es va anunciar el full de ruta 2014–2015. Aquest full de ruta va rebre crítiques pel que feia al control de la sobirania de Catalunya, si bé segons Jaume Marfany, vicepresident de l'ANC, «la nostra via cap a la independència és radicalment pacífica i democràtica».
Per la presidenta de l'ANC, Carme Forcadell, «l'Onze de Setembre del 2012 vam demostrar que érem molts, el 2013, que estàvem preparats, i el 2014 ho farem. Nosaltres decidirem, perquè contra la voluntat democràtica i pacífica d'un poble no hi ha res a fer».
El 14 d'agost, el president de l'entitat espanyolista Societat Civil Catalana, Josep Ramon Bosch, va manifestar en una entrevista a l'emissora de ràdio COPE que, malgrat els pocs inscrits, «hi hauria molta gent al carrer».

### Antecedents polítics i socials
Després del rebuig del preàmbul i d'articles majors de l'Estatut de 2006 pel Tribunal Constitucional el 2010 una primera gran manifestació «Som una nació. Nosaltres decidim» va tenir lloc a Barcelona el 10 de juliol del mateix any. Davant l'escassa col·laboració del govern de l'Estat i les seves accions recentralitzadores, es va celebrar la «Conferència Nacional per l'Estat Propi» (2011) a la qual els 1.500 participants es decideixen crear una estructura cívica permanent que reuneix les forces viues catalanes, el que menarà a la creació de l'Assemblea Nacional Catalana (ANC) el març de 2012 amb la missió de coordinar l'acció per a la independència.

#### 2012: Manifestació «Catalunya, nou estat d'Europa»

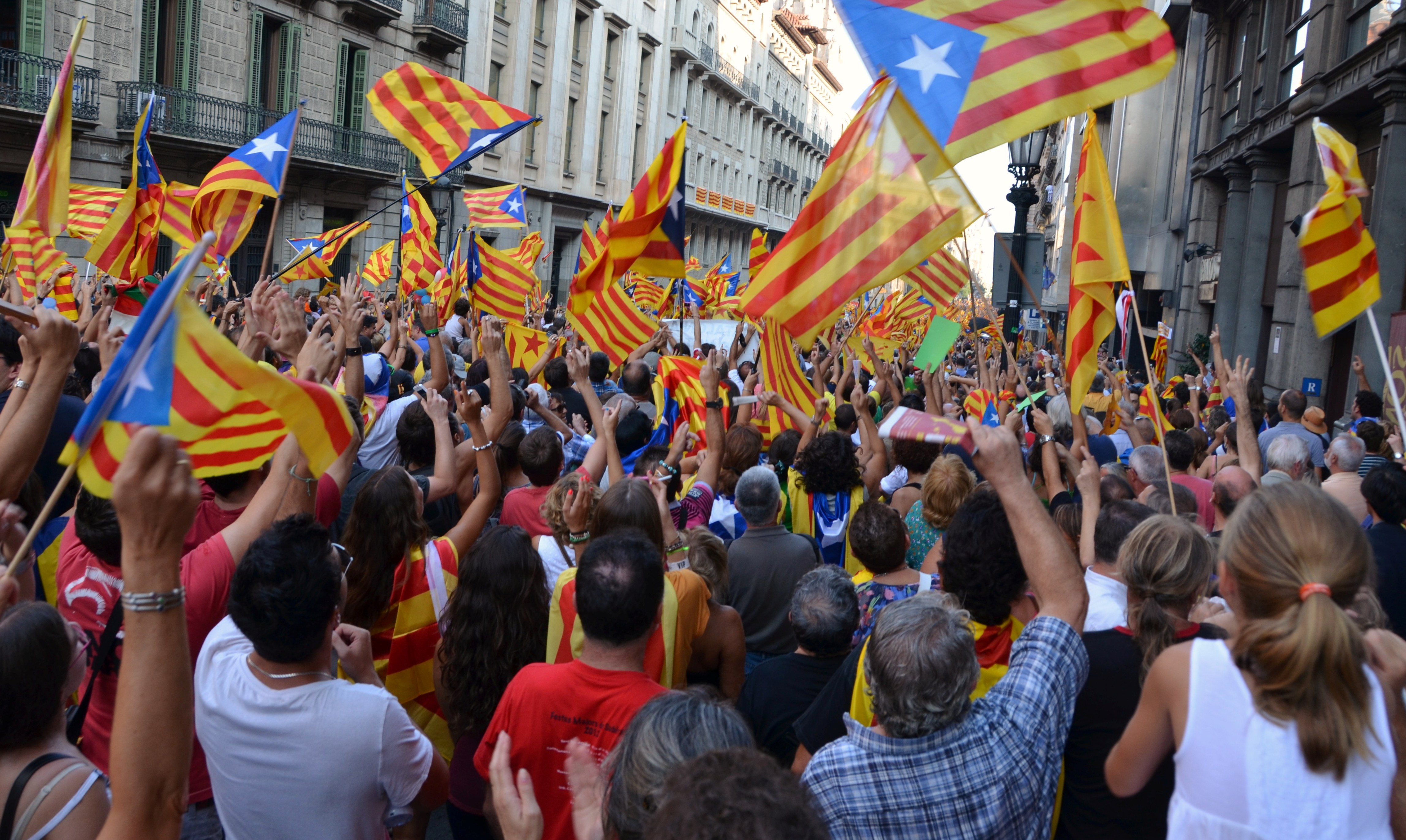
La manifestació «Catalunya, nou estat d'Europa» el 2012

Durant la Diada Nacional de Catalunya de l'any 2012 se celebrà la manifestació «Catalunya, nou estat d'Europa» a Barcelona, la primera mobilització de l'ANC. Amb els seus milió i mig participants va ser un èxit per a la jove organització.
La setmana següent s'evidencia la desavinença entre el President de la Generalitat, Artur Mas i el President del Govern d'Espanya, Mariano Rajoy amb un refús de qualsevol pacte fiscal. És la fi dels suports parlamentaris que Convergència i Unió havia obtingut del Partit Popular de Catalunya durant la legislatura, i el govern en minoria ja no pot aprovar els pressupostos. El 27 de setembre de 2012 el Parlament de Catalunya va votar una moció que demanava convocar una consulta sobre la independència de Catalunya. Es convoquen eleccions de les quals sorgí un acord de governabilitat (Pacte per la Llibertat) ratificat per Convergència i Unió i Esquerra Republicana de Catalunya el 18 de desembre de 2012, que conté entre d'altres, la decisió d'organitzar aquesta consulta.

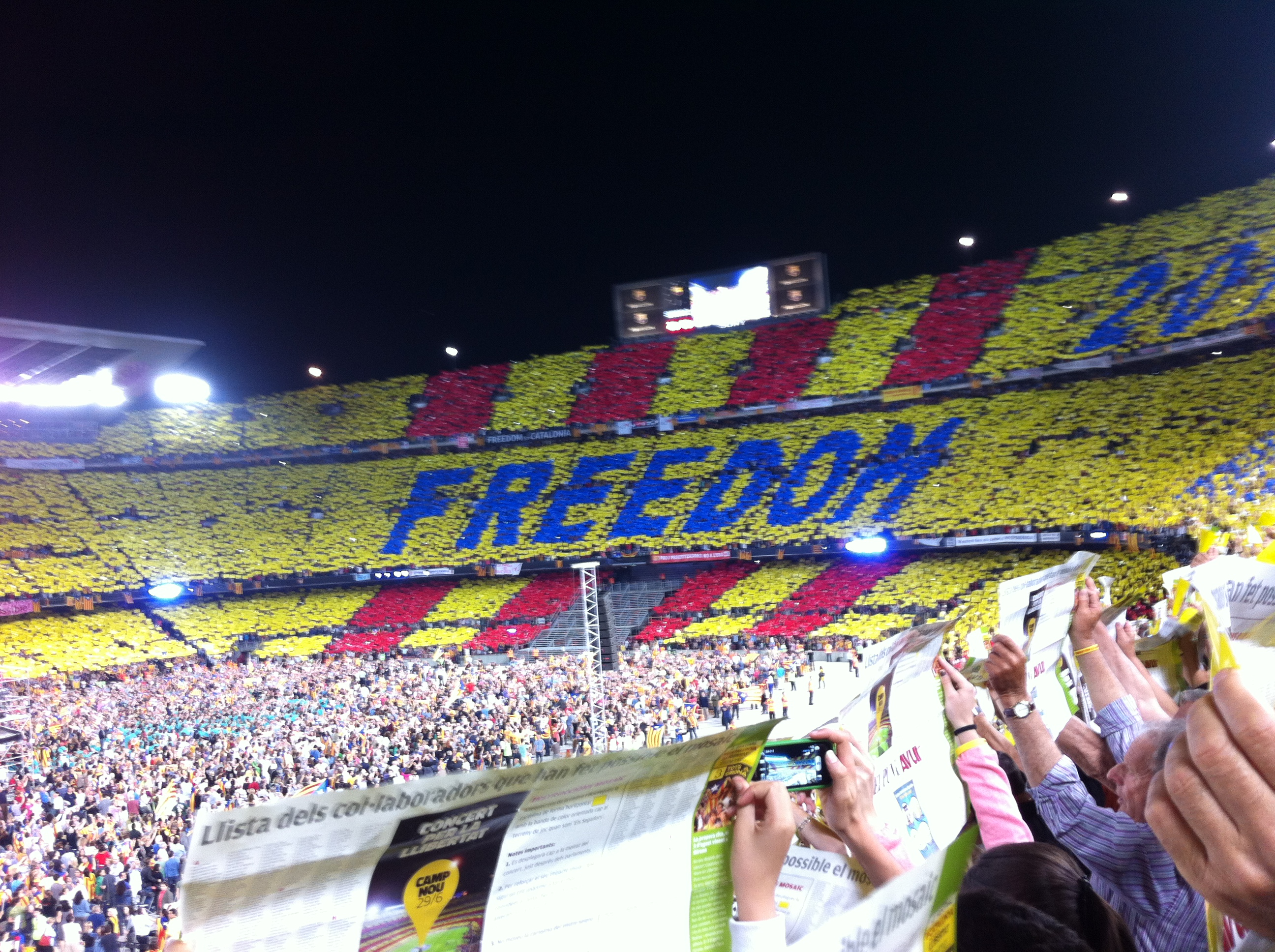
Mosaic del Concert per la Llibertat

El 23 de gener de 2013 s'aprovà la Declaració de sobirania i del dret a decidir del poble de Catalunya al Parlament de Catalunya amb la qual es va acordar iniciar el procés cap al dret a decidir, amb 85 vots a favor, 41 en contra i dues abstencions. El 8 de maig de 2013 el Tribunal Constitucional d'Espanya va suspendre cautelarment aquesta declaració i l'any següent declarà per unanimitat nul·la i inconstitucional la frase en què s'afirma que «el poble de Catalunya té, per raons de legitimitat democràtica, caràcter de subjecte polític i jurídic sobirà».

#### 2013: Via Catalana
L'11 de setembre de 2013 l'Assemblea Nacional Catalana, amb el suport de quatorze entitats no governementals va proposar la Via Catalana, d'uns 400 quilòmetres des del Pertús (Vallespir) fins a Alcanar (Montsià) amb l'objectiu de reivindicar la independència de Catalunya. Uns 1,6 milions de persones van participar.

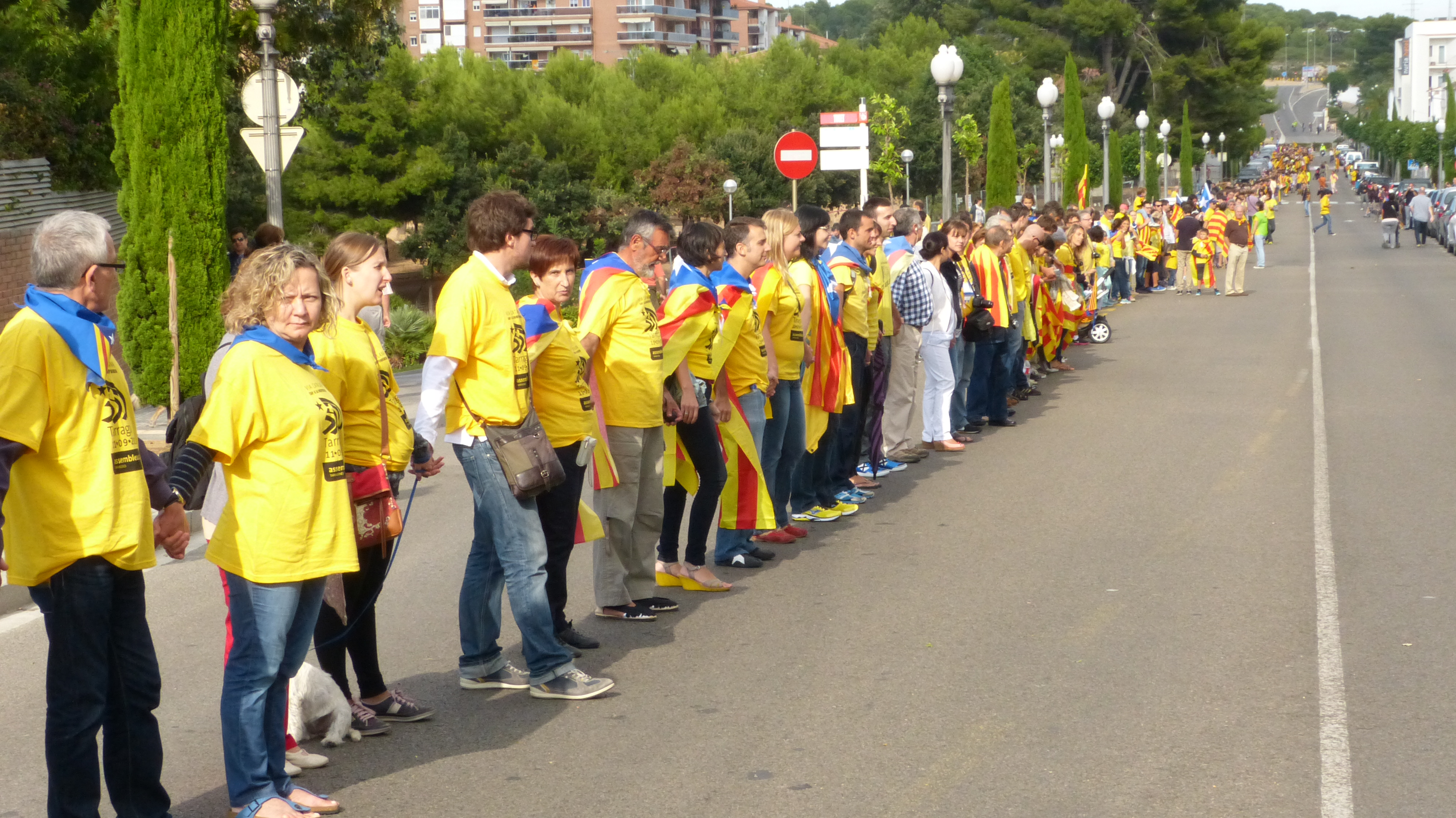
Via Catalana el 2013 a Tarragona

L'ANC va reclamar que el govern català fixés la data i la pregunta del referèndum sobre la independència de Catalunya, que «s'ha de poder respondre amb un sí o un no». La data i pregunta de la consulta van ser anunciades per Artur Mas el 12 de desembre de 2013 amb el suport dels partits CDC, UDC, ERC, ICV, EUiA i CUP. També es va decidir reclamar al Congrés dels Diputats d'Espanya el traspàs de la competència per convocar un «referèndum consultiu», el que el parlament català va fer el 16 de gener 2014. El Govern d'Espanya (PP) i el PSOE, el principal partit de l'oposició van desestimar com il·legal qualsevol referèndum.

### Actes de l'ANC
El secretariat de l'ANC va afirmar que aquesta mobilització independentista «no serà en un sol dia ni en un sol espai». Al matí de l'11 de setembre es van fer concentracions davant dels ajuntaments de cada municipi de Catalunya, a qui demanaven donar suport a la convocatòria de la consulta i cedir espais, urnes i serveis municipals per celebrar-la. Paral·lelament, també al matí l'ANC va dur a terme la darrera recollida de vots de la campanya de dret de petició «Signa un vot per la Independència», que va entregar al Parlament de Catalunya el 14 de setembre per tal que declari la independència si la consulta del 9 de novembre falla.
L'objectiu de l'organització és omplir a la tarda la confluència de l'avinguda Diagonal i la Gran Via de les Corts Catalanes de Barcelona per formar una simbòlica «V», «de via, voluntat, votar i de victòria», afirma l'ANC. Després d'aquest 11 de setembre, l'ANC durà a terme actes diaris cada tarda fins al 7 de novembre del 2014.

## Altres actes destacats
- El Cor Jove de l'Orfeó Català, dirigit per Esteve Nabona, ha enregistrat la cançó Ara és l'hora,[20] una adaptació de la cançó letona Saule, Pērkons, Daugava que va ser l'himne de la Via Bàltica del 1989. La lletra va inspirar-se del poema Meditació última de Miquel Martí i Pol.[21]
- Entrega de la Medalla d'Or de la Generalitat de Catalunya
- In memoriam, projecció animada de la senyera a la façana del Palau de la Generalitat
- Inauguració de l'exposició del quadre restaurat L'onze de setembre d'Antoni Estruch i Bros
- La manifestació tradicional que se celebra des de 1976 organitzada per l'Esquerra Independentista que va reunir més de 50.000 persones.[22]
- Una concentració unionista a Tarragona organitzada per Societat Civil Catalana que va reunir entre 3.500 i 7.000 manifestants, principalment del Partit Popular Català, Ciutadans i uns membres del PSC.[23] En comparar aquest nombre de participants en la trobada a Tarragona, amb els 1,8 milions de la Via Catalana 2014, Alícia Sánchez-Camacho (PPC) en va concloure que els independentistes van de «capa caiguda».[24]
- Commemoració de la caiguda del Castell de Cardona a Cardona, el 24 de setembre

## Galeria d'imatges

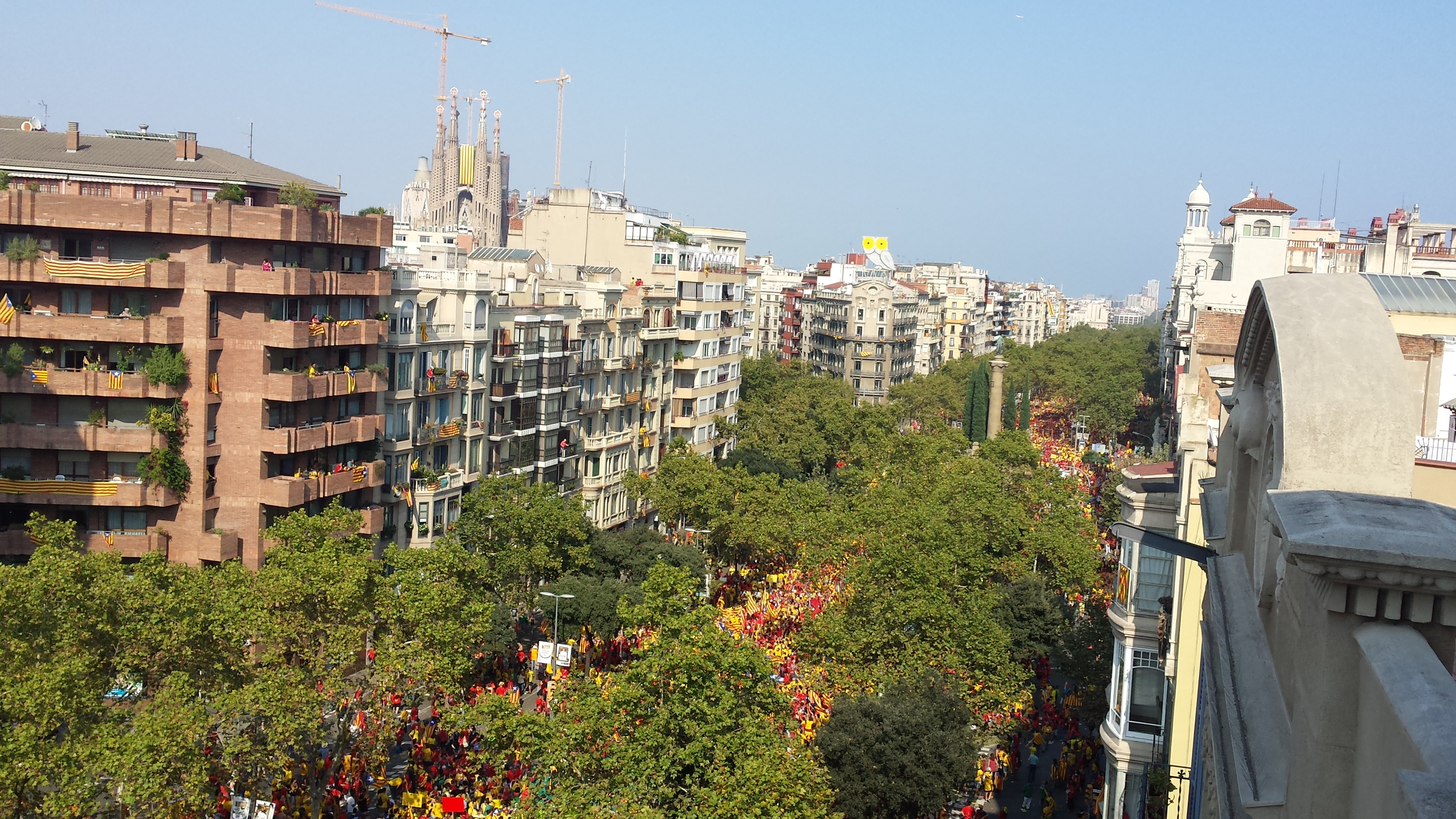
V organitzada per l'ANC vista des de l'Avinguda Diagonal, en el tram entre els carrers de Girona i Bailèn, amb la Sagrada Família de fons.
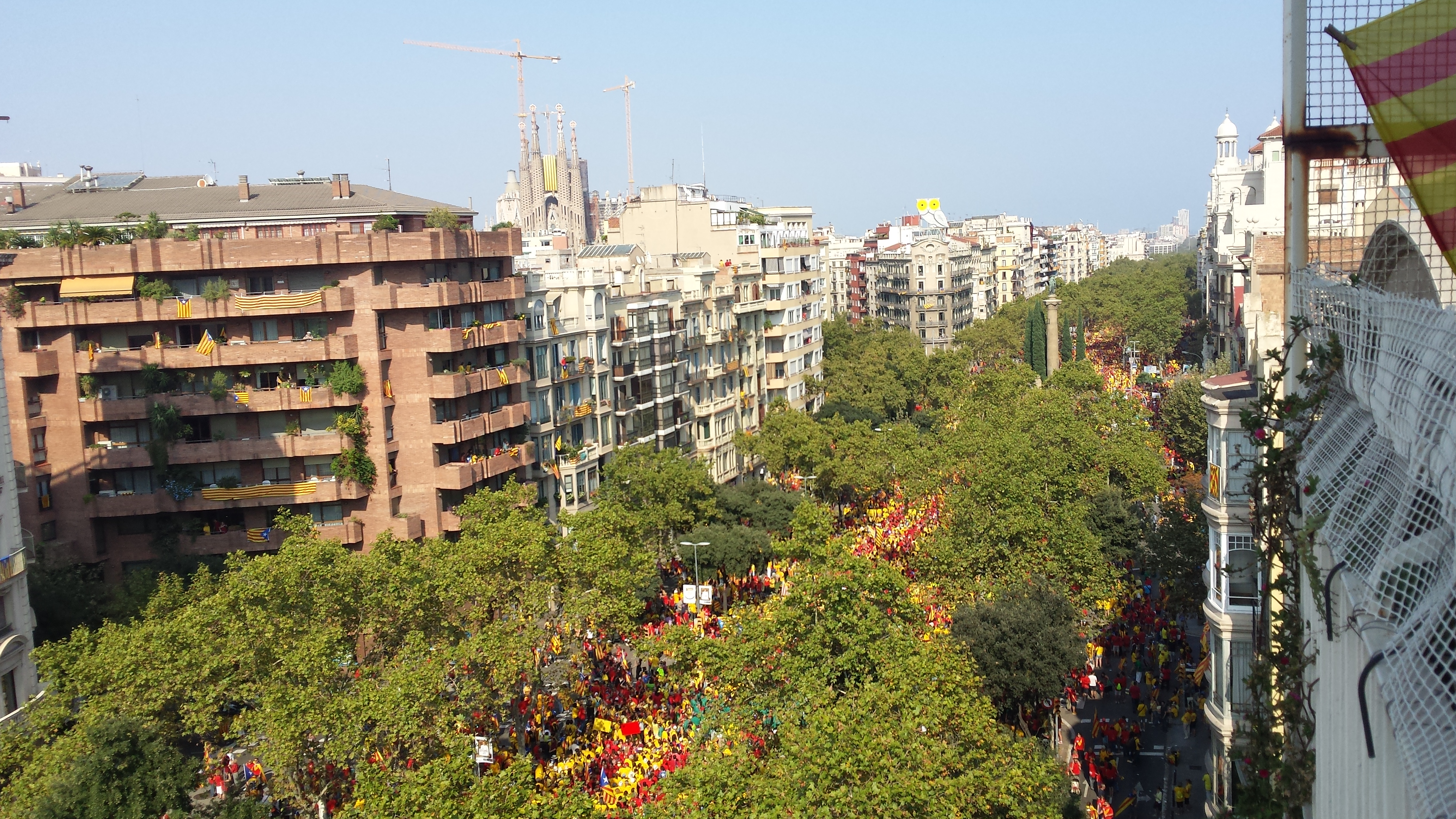
Una altra perspectiva de la V organitzada per l'ANC.
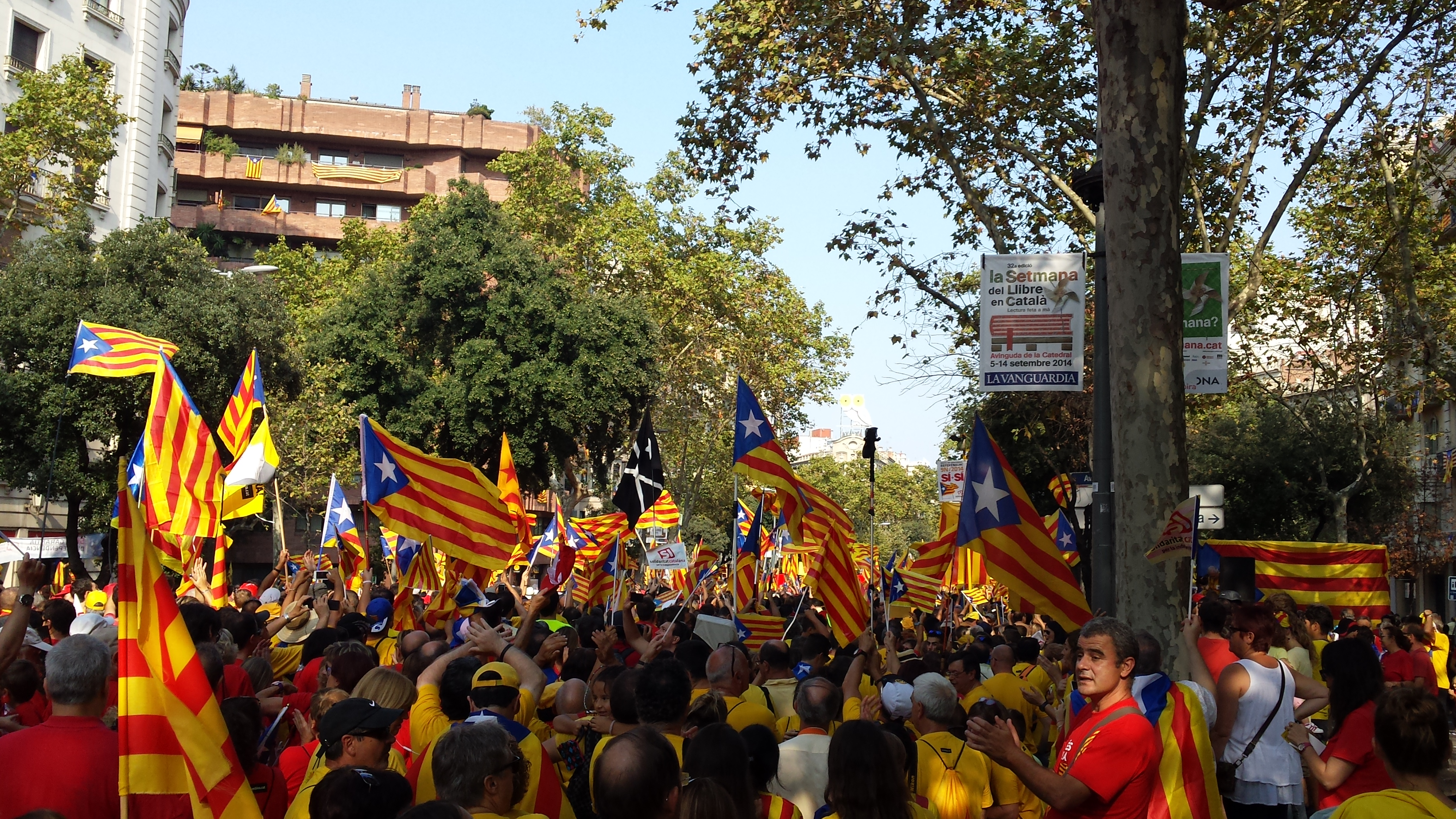
Participants en la V de l'ANC en el tram de la Diagonal entre Girona i Bailèn.
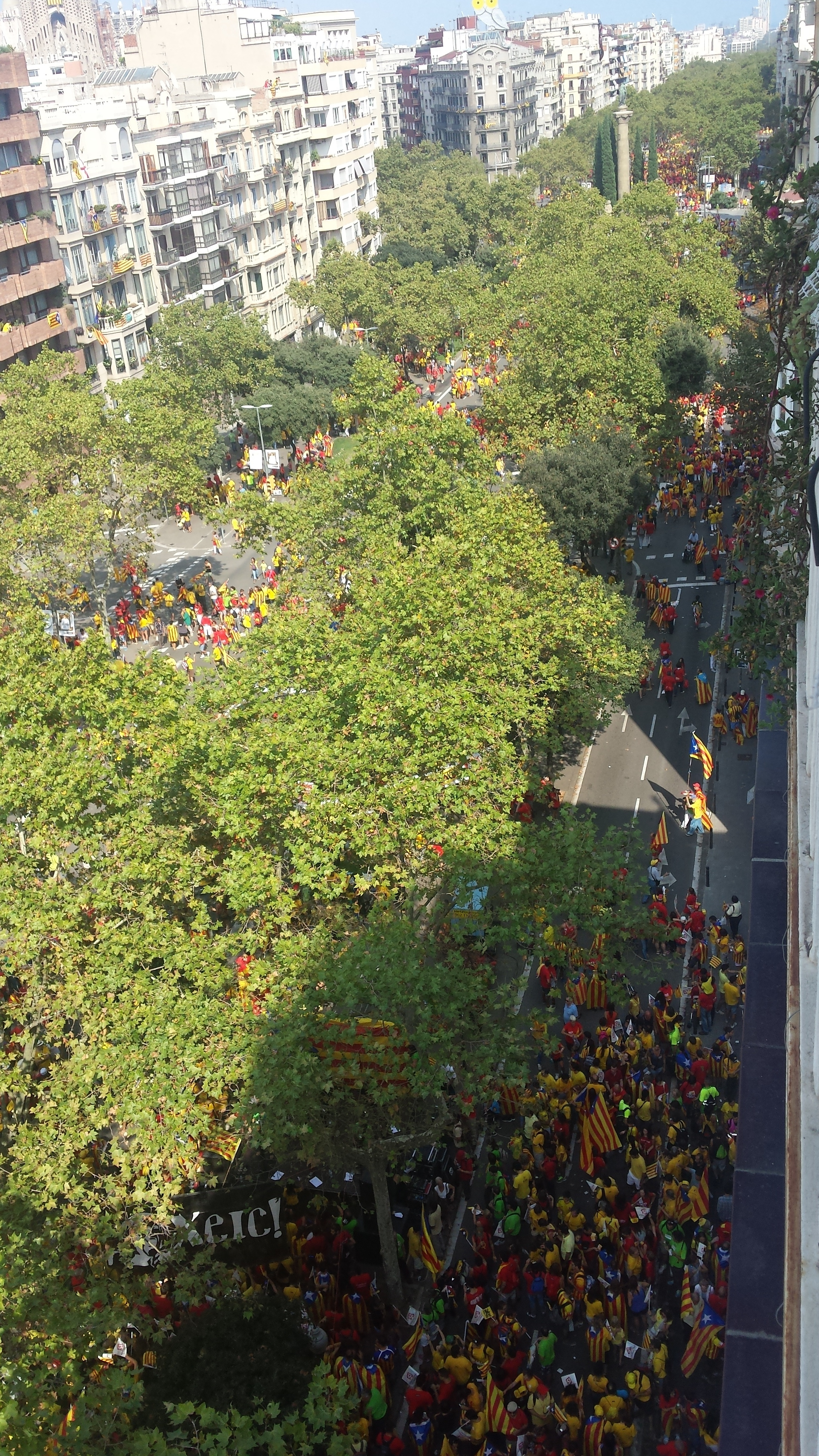
Primers participants arribant al seu tram preparant la V.
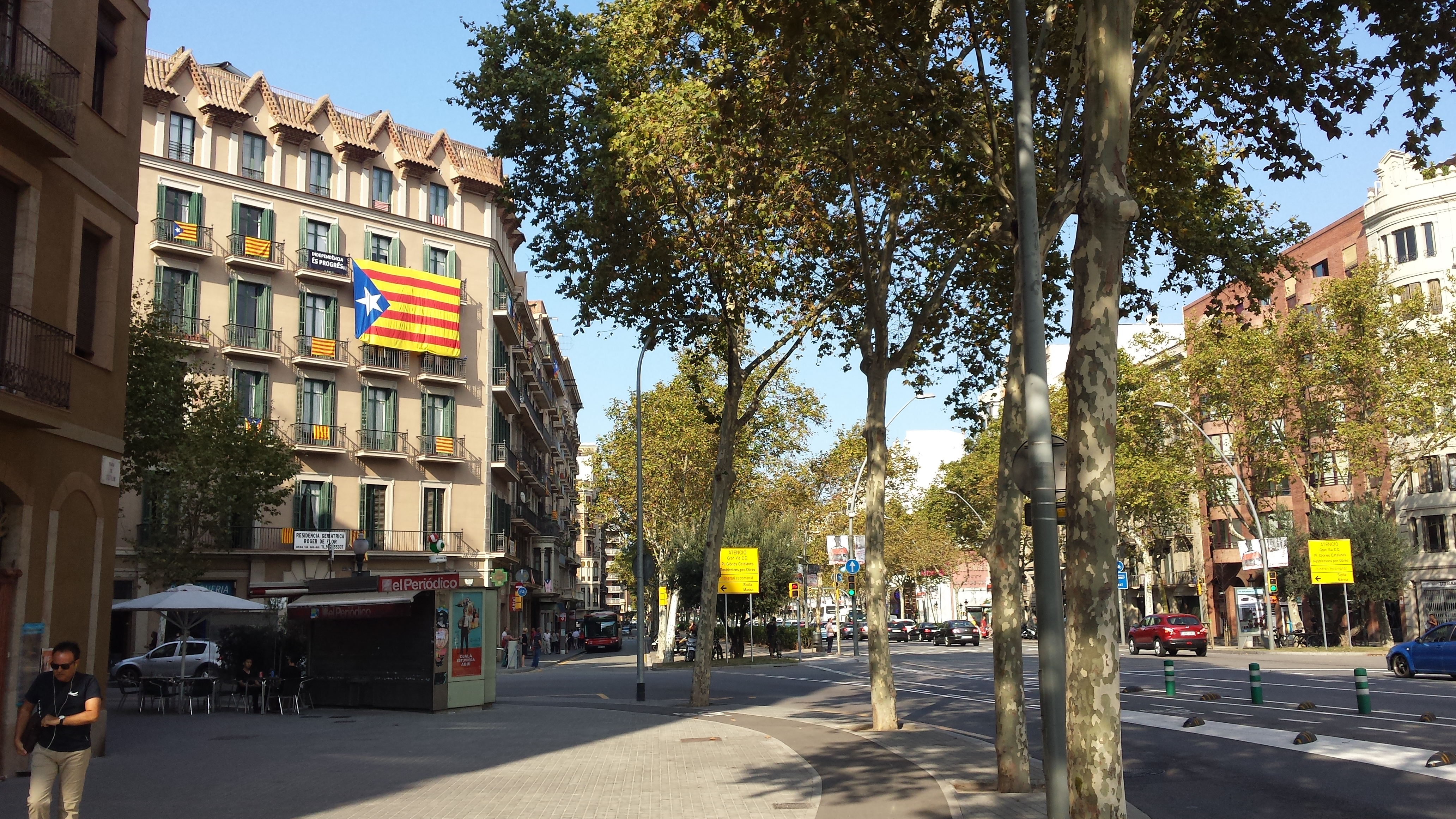
Senyeres i estelades penjades en edificis a la Gran Via de les Corts Catalanes l'11 de setembre de 2014.
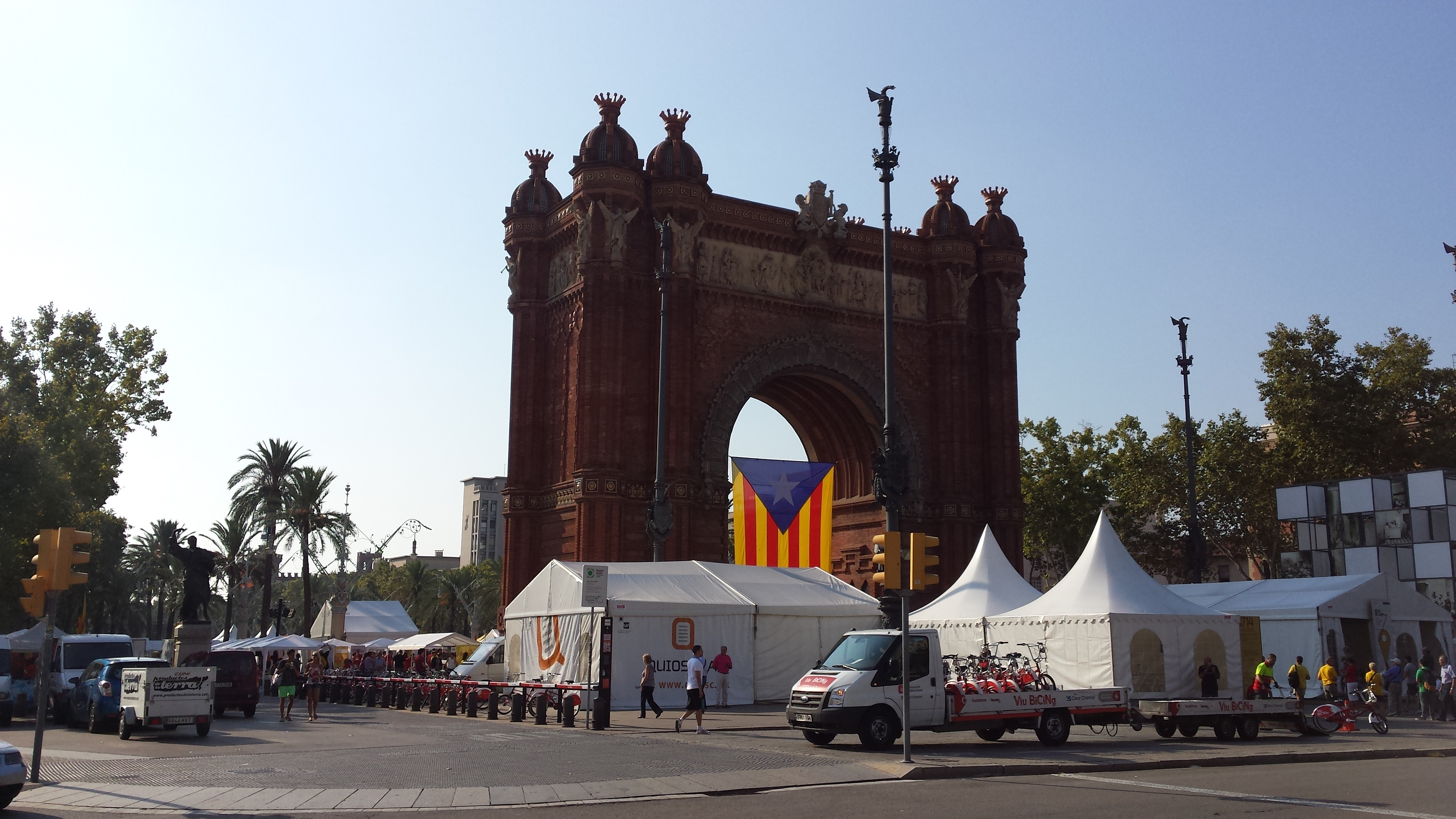
Estelada penjada a l'Arc de Triomf l'11 de setembre de 2014.